# Wollbach (Kandern)
Wollbach ist ein Stadtteil von Kandern in Südwestdeutschland, am Fuße des Schwarzwaldes in Baden-Württemberg.
Zur ehemaligen Gemeinde Wollbach gehörten die Ortsteile Egerten, Egisholz, Hammerstein und Nebenau.

## Geographie

### Lage
Der Ortsteil liegt an dem Treffpunkt von Wollbachtal und Kandertal im Markgräflerland, zwischen der oberrheinischen Tiefebene und dem Südschwarzwald. Der Kernort zieht sich bis in das Wollbachtal hinein und wird von dem Bach Wollbach durchflossen. Dieser bestimmt auch die geographische Teilung in dem nördlich gelegenen Ober- und dem südlichen Unterdorf.

### Nachbarorte
Südlich, der Bundesstraße (Kandertalstrecke) und dem Kandertal folgend, befindet sich Wittlingen, sowie im Norden der Nebenort Hammerstein und dann die Stadt Kandern. Im Westen liegt das Dorf Maugenhard. Im Osten liegt Nebenau, im Nordosten Egisholz. An der Gemarkungsgrenze Wollbachs befinden sich östlich die Teilorte Hauingen, das zu Lörrach gehört, und der zu Steinen gehörende Teilort Hägelberg.
| Holzen (Ortsteil von Kandern)              | Hammerstein (Ortsteil von Kandern), Egisholz |                                 |
| Maugenhard (Ortsteil von Efringen-Kirchen) | Kompassrose, die auf Nachbargemeinden zeigt  | Nebenau, Egerten                |
| Schallbach                                 | Wittlingen                                   | Hauingen (Ortsteil von Lörrach) |

## Geologie
Die große Gemarkung Wollbachs hat im Westen Anteil am lössbedeckten Tertiärhügelland des südlichen Markgräflerlandes und greift im Nordosten und Osten mit dem Munzenberg, dem Gugelhut, dem Günglert und dem Eulenloch in die Perm-Buntsandsteinlandschaft der Weitenauer Vorberge aus.
Zwischen diese beiden naturräumlichen Einheiten ist eine geologisch komplizierte, NS-streichende, unterschiedlich breite Übergangszone in Gestalt einer Flexur geschaltet. In ihr biegen die Schichten des Weitenauer Berglands westwärts in die Tiefe des Oberrheingrabens ab. Muschelkalk, Keuper und Jura, die im Weitenauer Bergland einst über dem Buntsandstein lagerten, dort aber der höheren Lage wegen mit wenigen Ausnahmen längst der Abtragung anheimgefallen sind, haben in der Flexurzone überdauert. Die in die Tiefe gebogenen Partien dieses Deckgebirges lagen tief genug, um der gänzlichen Abtragung zu entgehen. So haben sich vom oberen Wollbachtal über Rüttihof und die Burghalde bis zu den Meyerhölzern Muschelkalkschollen erhalten. Der aufgelassene Steinbruch im Oberen Muschelkalk am Eulenloch-Weg gibt Einblick in die Flexur. Seine Bänke und Platten neigen sich im Osten mit 15–20 Grad zum Rheingraben, im Westteil fallen sie bereits mit bis zu 30 Grad ein.  Die nächst jüngere Schichtenfolge, der Keuper, auf den Muschelkalkschollen bereits abgetragen, erscheint aber abtauchend in schmalen Streifen westwärts von ihnen zwischen Lohmatt und Bodenmatt und bei der Unteren Hasenmatt. Das steile Abtauchen der Schichten und Längsstörungen in der Flexur bedingen im Wollbachtal oberhalb des Kalkofens das dichte Nebeneinander von Muschelkalk östlich des Baches (im Hofacker) und Mitteljura am Westhang des Tälchens. Ein „Kalkofenpfad“ führt hier zu Aufschlüssen im Mitteljura (Hauptrogenstein mit Karsterscheinungen. Beim Erzloch eisenoolithische Schichten).
Vom Heuberg bis zur Buchholen bedeckt Fließerde den tieferen Untergrund. In ihr stecken hangab geglittene Gerölle aus dem älteren Eiszeitalter, vermischt mit noch älteren, den in verlassenen Tongruben aufgeschlossenen tertiären Heubergschottern. Diese sind die Hinterlassenschaft eines alten Flusslaufs. Auf der Buchhole liegt eine größere Kappe dieser Höhenschotter. Westlich einer NS-Verwerfung im Heuberg lagert am Westhang zum Kandertal hin bereits das Tertiär der Grabenfüllung. Die Oberjuratafel (Oxford-Korallenkalk) nördlich Hammerstein-Holzen liegt bereits außerhalb der der Gemarkungsgrenze.
Östlich der Flexur bedeckt weithin Wald die zum Schwarzwald hin leicht ansteigenden, für eine landwirtschaftlich Nutzung wenig geeigneten Buntsandsteintafeln. Sie ruhen auf einem Sockel von Sandsteinen und Tonen des Rotliegend (Weitenau-Formation) und des Zechstein, Sedimenten, die bereits im Erdaltertum abgelagert wurden.
Westlich der Flexur hat die Kander ihr Tal zwischen Hammerstein und der südlichen Gemarkungsgrenze in den viel jüngeren Schichten der Tertiärzeit geschaffen. Ein dickes Lösspolster verdeckt die Sedimente, die hier bei der Einsenkung des Rheingrabens abgelagert wurden. Spärliche Aufschlüsse zeigen im Untergrund Tone der Froidefontaine-Formation (Rupel), Flachmeerablagerungen aus der Zeit, als das Meer in den Oberrheingraben eingedrungen war, und Elsässer Molasse (Chatt), die die zunehmende Aussüßung des zurückweichenden Meeres bezeugt.
Dieser westliche Teil der Gemarkung befindet sich im NW-SO streichenden Bamlacher Graben, der eingesenkt ist zwischen den Juraschollen von Behlen und Hohe Schule im Norden und den tektonisch höheren Tertiär-Schollen von Katzenberg und Läufelberg im Süden. Die Lössüberdeckung und starkes Bodenfließen in der letzten Kaltzeit haben hier ein sanftwelliges Relief mit der breiten Talmulde der Kander geschaffen. An den Hängen des Kandertales liegen Schotterreste der damals noch nicht so tief eingeschnittenen Kander aus der vorletzten Kaltzeit (Hochterrassenschotter der Riss-Kaltzeit) einige Meter über dem heutigen Talgrund.

## Klima
Wollbach hat, wie die gesamte Region des Markgräflerland, ein ausgesprochen mildes Klima. Über die Burgundische Pforte, aus dem Rhonetal strömt mediterrane Luft ein, was für überdurchschnittlich viel Sonnenschein sorgt. Durch die verästelte Tallage bleibt der Ort auch geschützt vor der industriellen Belastung aus dem Großraum Lörrach, Weil am Rhein und Basel.

## Geschichte

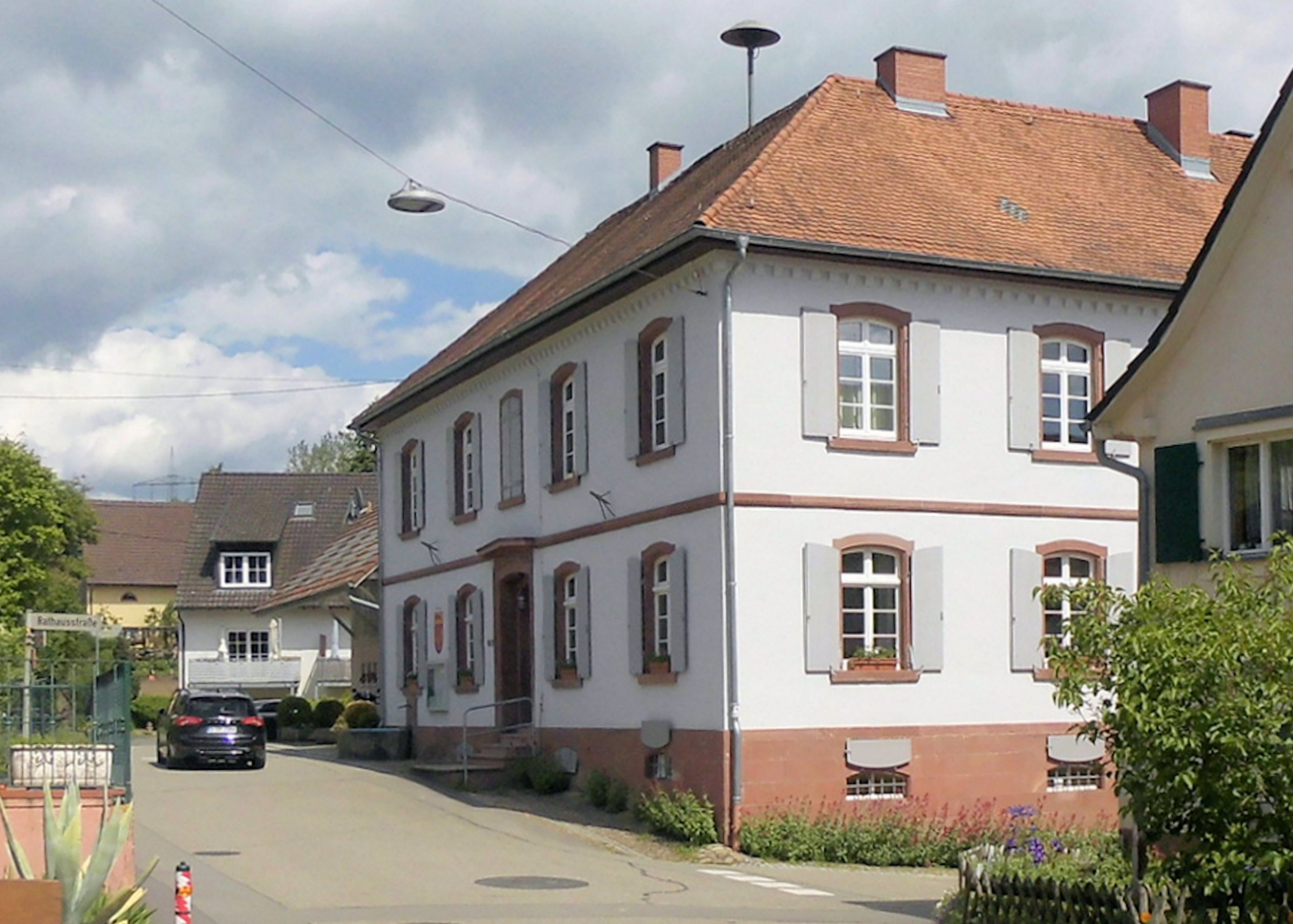
Rathaus (Ortsverwaltung) Wollbach

Die erste urkundliche Erwähnung des Ortes erfolgte 767.
Am 1. März 1974 wurde Wollbach in die Stadt Kandern eingegliedert.

## Religionen

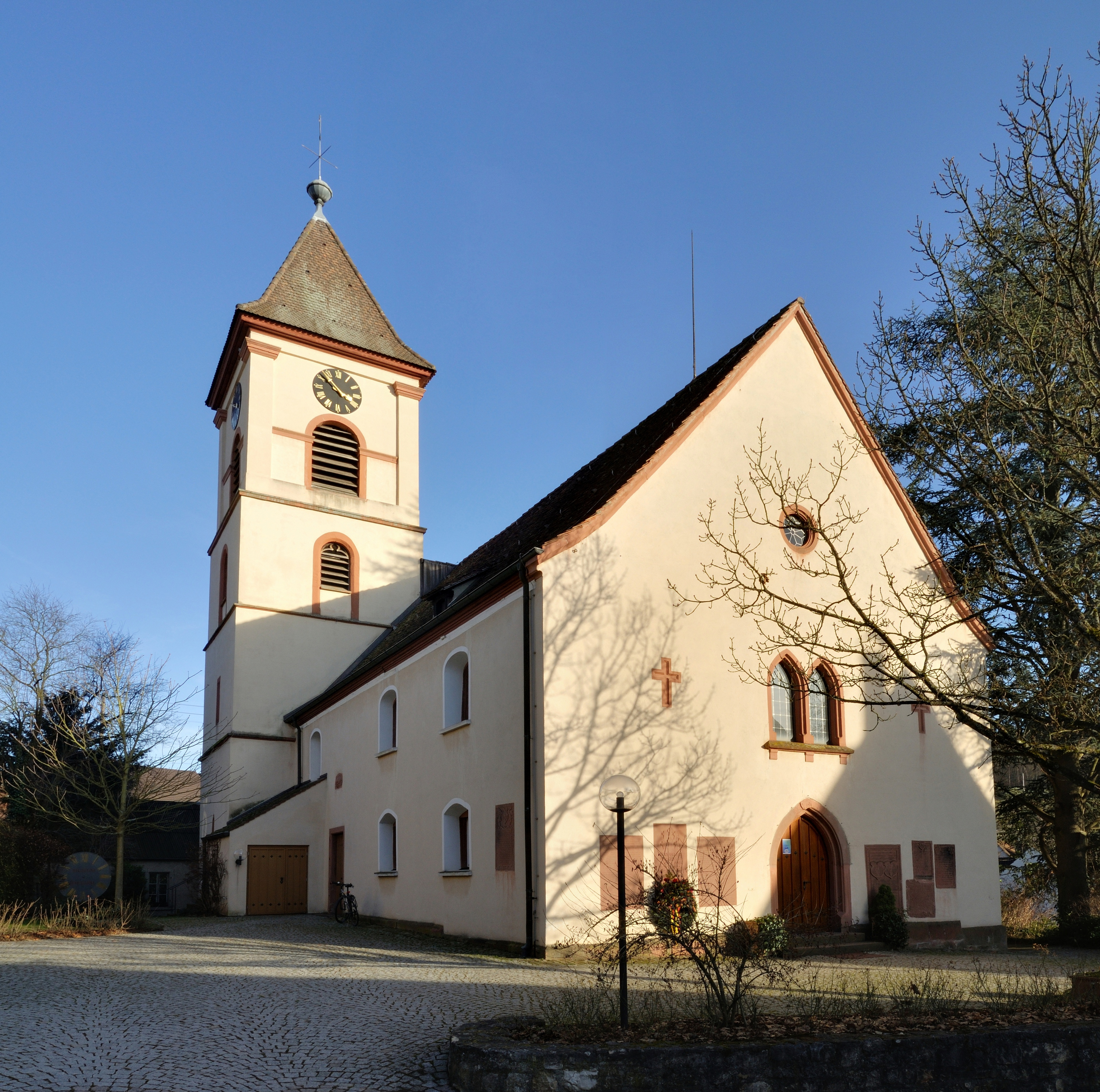
Evangelische Kirche Wollbach

Die überwiegende Zahl der Bevölkerung bekennt sich zur evangelischen Konfession. In der evangelischen Kirche in Wollbach wird jeden Sonntag ein Gottesdienst mit anschließendem Kindergottesdienst abgehalten. Die katholischen Gläubigen besuchen die Messe in Kandern.

## Kultur und Sehenswürdigkeiten
- Wollbach ist Station der historischen Kandertalbahn.
- alte Eisenerzabbaustätten
- historischer Forsthof, jetzt in Privatbesitz, erbaut 1769, restauriert 1993 bis 1998
- Historische Mühlen:
  - Bruckmühle
  - Hofmühle (einzige Mühle im Ort, die noch betrieben wird)
  - Hammersteiner Mühle (nur noch als Wohnhaus genutzt)
- Evangelische Pfarrkirche Wollbach

### Museen
- Der Kirchturm beherbergt ein Turm-Museum.
- Im Ortsteil Egerten befindet sich das Max-Böhlen-Museum.
- Am 3. Oktober 2009 wurde das „Kreiterhofmuseum“ eröffnet.

### Regelmäßige Veranstaltungen

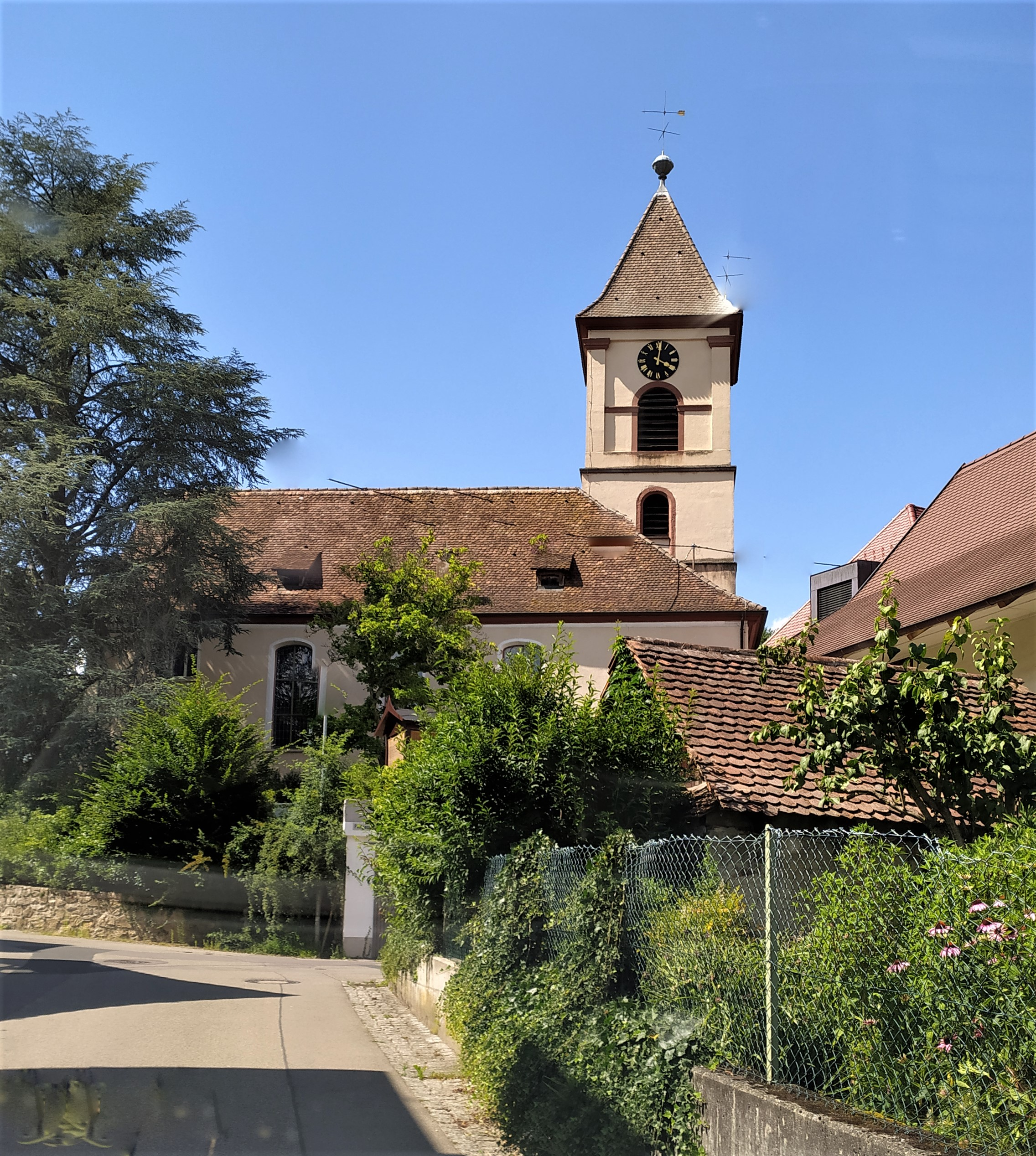
Wollbach, gut erhaltenes Ortsbild

Das „Strübli“-Fest wird alle zwei Jahre, mit einer geraden Jahreszahl, vom Wollbacher Gesangverein veranstaltet. Über zwei Tage gibt es hier die seltene badische Spezialität „Strübli“, nach dem das Fest benannt ist. Das ursprüngliche Festgelände in der steil abfallenden Postgasse erforderte teilweise „Viertele-Stibber“, Holzkeile, die man gegen eine Spende an den Gesangverein erwerben kann, um das Glas gerade abstellen zu können. Seit 1998 wird das Fest auf dem Schul- und Hallenareal gefeiert. Der „Stibber“ ist aber nach wie vor ein Kultobjekt.
Der Musikverein veranstaltet immer zu Jahresbeginn sein Jahreskonzert sowie jährlich im Wechsel ein Kirchenkonzert beziehungsweise ein „Marschmusik-Festival“.
Auch zu erwähnen ist hier das Herbstfest, an welchem es unter anderem „Zwiebelwaie“ und neuen Wein gibt.

## Wirtschaft und Infrastruktur
Im einstigen Bauerndorf gibt es heute nur noch wenige Haupterwerbs-Betriebe der Land- und Forstwirtschaft, aber noch etliche Nebenerwerbsbetriebe. Der größte Teil der erwerbstätigen Wollbacher Bevölkerung arbeitet auswärts in der Raumschaft Lörrach und Weil am Rhein, aber auch im Raum Basel (Schweiz).

### Verkehr

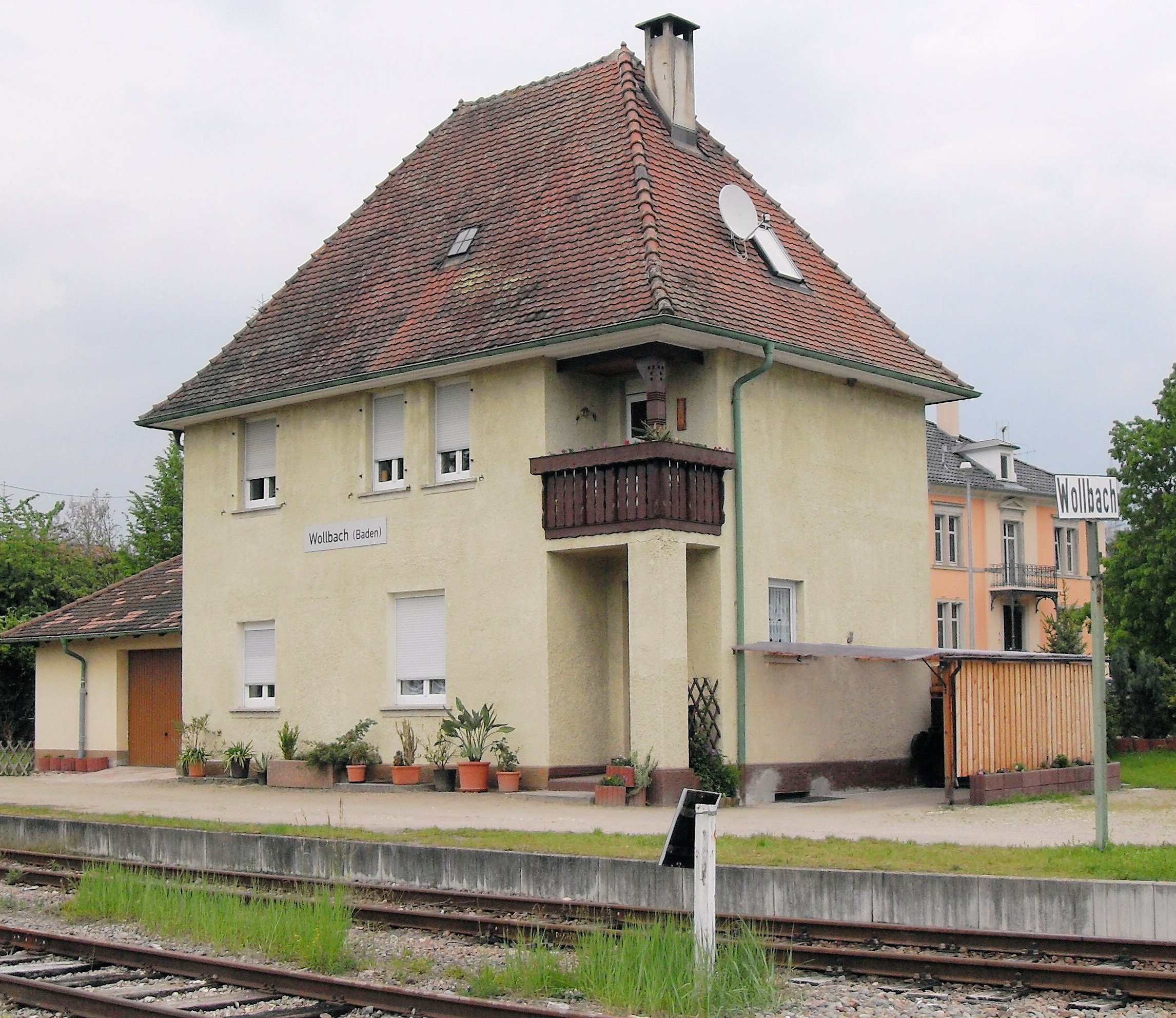
Wollbacher Bahnhof

An der Bundesstraße (Kandertalstrecke) befinden sich zwei Bushaltestellen der SWEG und verbinden Wollbach nördlich mit der Stadt Kandern und südlich mit Lörrach und Weil am Rhein sowie Basel. Gegenüber der Bushaltestellen ist auch der Bahnhof der historischen Kandertalbahn.

### Bildung
- In Wollbach gibt es ein Schulhaus, welches eine Grund- und eine Förderschule beherbergte. Das Gebäude wird heutzutage vom privaten und christlichen Schulträger CSK Kandern genutzt. An das Schulgelände ist eine Mehrzweckhalle „Kandertalhalle“ angeschlossen, die als Sport- und Festhalle dient.

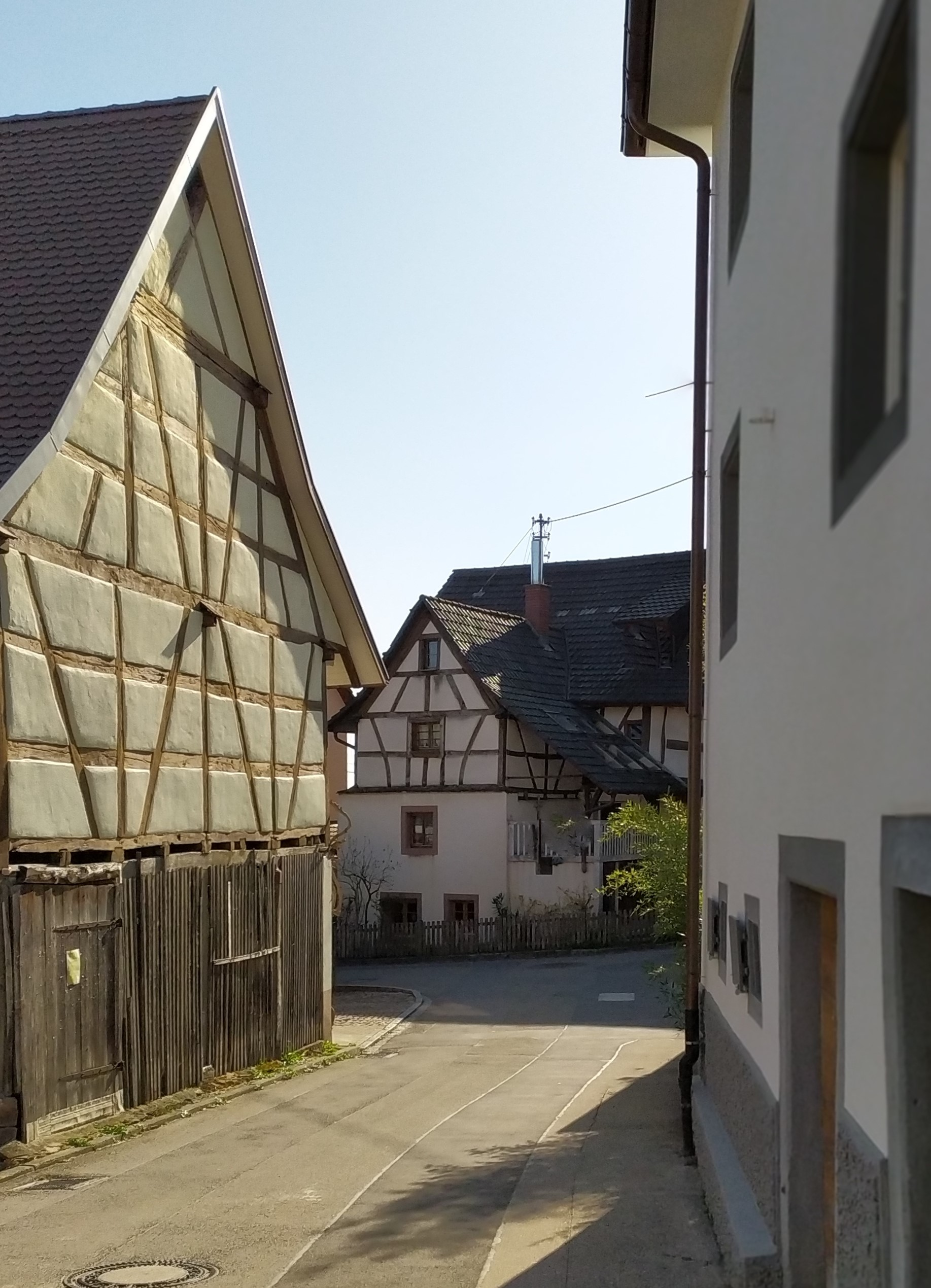
Wollbach, gut erhaltenes Ortsbild

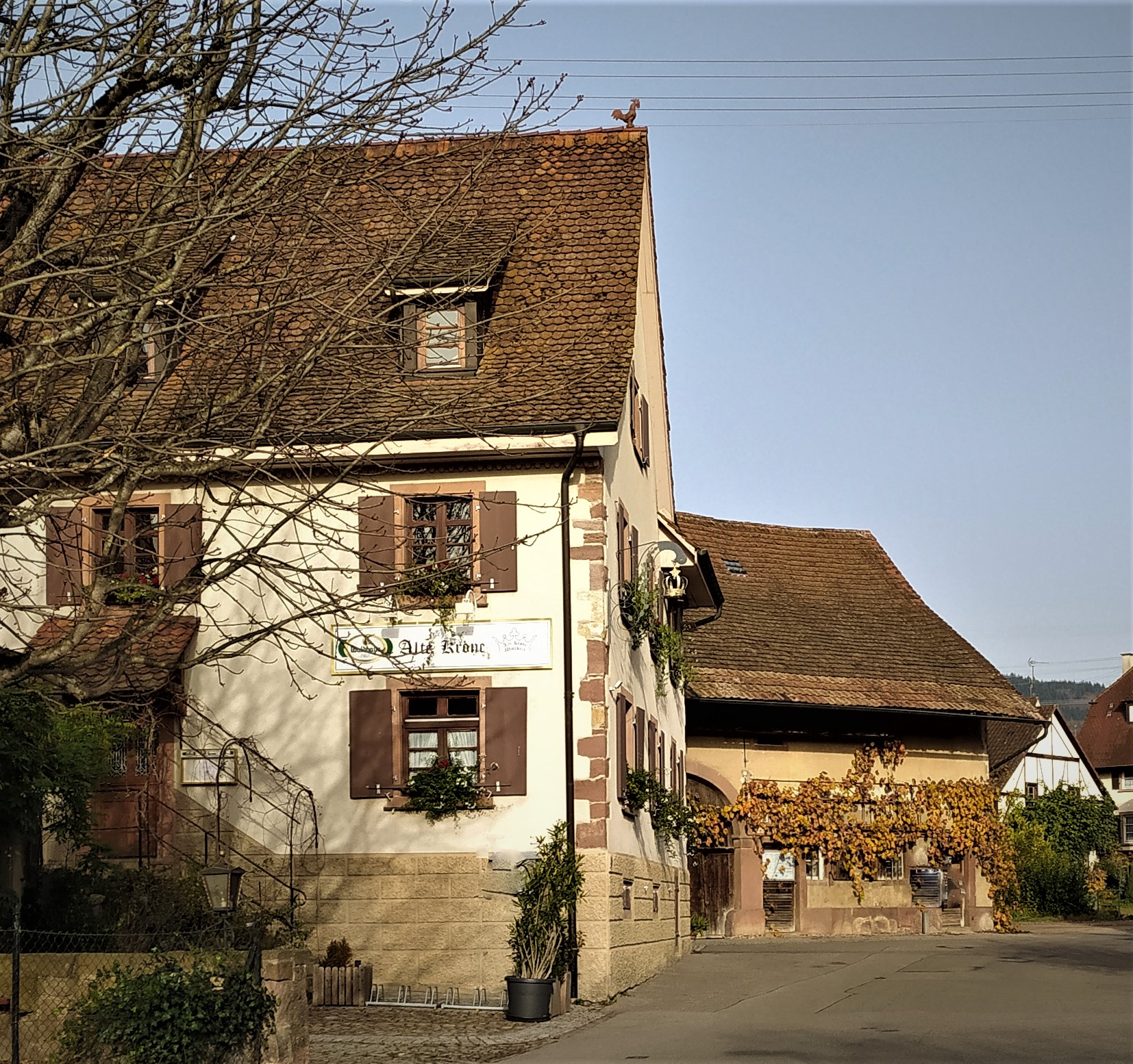
Wollbach, Gasthaus Krone - gutes Ortsbild

- Wollbach, gut erhaltenes OrtsbildWollbach, Gasthaus Krone - gutes OrtsbildDer städtische Kindergarten „Schatzkischte“ befindet sich neben dem Rathaus.

## Persönlichkeiten
- Friedrich Seger (1867–1928), Journalist und Politiker (SPD, USPD), MdR, MdL (Königreich Sachsen)
- Karl Kammüller (1886–1969), Bauingenieur
- Friedrich Adolf Ritter (1886–1934), Arzt und Auswanderer (vgl. Galápagos-Affäre)
- Friedrich Eugen Maier (1898–1976), Pilot und Maschinenbauingenieur (Leichtbau Maier)
- Max Böhlen (1902–1971), Kunstmaler
- Jürgen Brodwolf (* 1932), Bildhauer
- Konrad Winzer (* 1955), Bildhauer